# Бертрам Рамсей
Бертра́м Хо́ум Ра́мсей (англ. Bertram Home Ramsay; нар. 20 січня 1883 Лондон — пом. 2 січня 1945 Франція) — британський воєначальник, адмірал Королівського військово-морського флоту Великої Британії, учасник Першої та Другої світових воєн.

## Біографія
Військова кар'єра
- 15 січня 1898 — кадет ВМС
- 15 вересня 1899 — мічман
- 15 вересня 1902 — суб-лейтенант
- 15 грудня 1904 — лейтенант
- 15 грудня 1912 — лейтенант-командер
- 30 червня 1916 — комодор
- 30 червня 1923 — капітан
- 9 травня 1935 — контрадмірал
- 26 квітня 1944 — віцеадмірал
- 27 квітня 1944 — адмірал

Бертрам Хоум Рамсей народився 20 січня 1883 року у столиці Британської імперії Лондоні в аристократичній родині баронетів Рамсей. Його батьками були бригадний генерал Вільям Александер Рамсей та Сюзан Ньюкомб Мінченер. У дитинстві Бертрам навчався у Колчестерській королівський школі, після завершення якої пішов на морську службу до Королівського флоту кадетом на навчальний вітрильник «Британія».
15 вересня 1899 йому присвоєне військове звання мічман з призначенням на бронепалубний крейсер «Кресцент», флагманський корабель адмірала Фредеріка Бедфорда, командувача Північно-американською та Вест-індською станцією британського флоту.
У роки Великої війни лейтенант-командор Б. Рамсей продовжував службу на флоті, з серпня 1915 року командував своїм першим бойовим кораблем — монітором M25, щойно спущеним на воду та уведеним до складу Королівських ВМС. Монітор входив до складу сил у Дуврському патрулі, які виконували бойові завдання поздовж бельгійського узбережжя. У жовтні 1917 року Б. Рамсея призначили командиром есмінця «Броук». 9 травня 1918 року корабель брав участь у рейді на Зебрюгге, а згодом у другому рейді на Остенде, за що офіцер був відзначений нагородами.
1938 він звільнився з Королівського флоту, але наступного року був улещений В. Черчиллем повернутися до ВМС через ситуацію, котра склалась у Європі та загрозу, що наростала з боку країн Осі. 24 серпня 1939 року Б. Рамсей отримав тимчасове звання віцеадмірала з одночасним призначенням на посаду командувача створеного командування Дувр. Головним завданням цього формування британського флоту був захист найближчих до Європи рубежів у районі Па-де-Кале, патрулювання узбережжя між Англією та Францією і Бельгією, недопущення діяльності підводних човнів противника у прибережних водах.
З початком війни, Бертрам Рамсей брав участь у багатьох операціях по захисту Британії. У травні 1940 він особисто очолював операцію з евакуації британських і французьких військ з Дюнкеркського плацдарму. Він та його штаб дев'ять днів без сну та відпочинку працював у підземних спорудах Дуврського замку, вирішуючи завдання з порятунку англійських солдатів, що потрапили у німецьку пастку. За його мужність, стійкість та звитягу у рятуванні 338 226 вояків британської та інших союзних армій з пляжів Дюнкерка, король Георг VI відзначив адмірала Б. Рамсея лицаря-командора ордену Лазні.
Після завершення операції «Динамо», адмірал вирішував колосальної складності та важливості проблеми щодо захисту південного узбережжя Англії на фоні запланованого німецького вторгнення. Протягом двох років головним завданням Б. Рамсея було зрив можливої висадки морського десанту противника та нарощування власної оборони на загрозливих напрямках у Па-де-Кале. У лютому 1942 року справжнім іспитом для нього став рейдовий прорив Ла-Маншем німецьких лінійних кораблів «Шарнгорст» та «Гнейзенау» з ескортом. З'ясувалось, що попри тому що британці постійно готувались до такого перебігу подій, прорив німців Англійським каналом став неприємним сюрпризом для них і вони нічого не змогли цьому протипоставити.
29 квітня 1942 року Б. Рамсей отримав призначення на посаду командувача військово-морськими силами вторгнення, що планувалось на 1942 рік, однак через відміну запланованої операції його перепризначили заступником керівника військово-морськими операціями союзних військ у Північній Африці. Під його керівництвом розроблялись деталі операції з висадки морських десантів на узбережжя Алжиру та Марокко.
У червні-липні 1943 року він керував процесом підготовки флоту до операції «Хаскі» — вторгнення союзників на італійський острів Сицилія. В ході операції він командував Східною оперативною групою флоту.
27 квітня 1944 року Б. Рамсею присвоєне звання повного адмірала і призначено командувачем ВМС союзних експедиційних сил, що планували вторгнення в Європу. На його плечі полягло надскладне завдання з планування висадки найвеличезнішого десанту в історії війн, коли на майже 7 000 кораблях і суднах на берег Франції висадилось понад 160 000 людей і ще 875 000 висаджувались протягом усього червня 1944 року.
4 вересня підрозділи британської 11-ї бронетанкової дивізії зайняли Антверпен. Порт майже не постраждав, і Рамсей наполягав на тому, що необхідно якомога скоріше очистити від німців гирло Шельди і опанувати острів Валхерн, щоб Антверпен став основним центром постачання військ, які вже страждали від браку боєприпасів.
10 вересня Об'єднаний комітет начальників штабів переконав Ейзенхауера в необхідності захоплення порту, але лише в жовтні Рамсей зміг переконати Монтгомері прискорити заходи для його визволення. Наприкінці жовтня Рамсей підготував операцію з узяття Валхерна. 1 листопада спеціально підготовлена бригада морської піхоти на десантних судах була висаджена на острів, і 8 листопада гітлерівці на Валхерні капітулювали. 26 листопада після розчищення русла перший транспорт прибув в Антверпен, що з цього часу став головним портом постачання армій союзників на Західному фронті.
2 січня 1945 року адмірал Б. Рамсей вилітав літаком з аеродрому Туссю-ле-Нобль південно-західніше Парижу для проведення робочої зустрічі з фельдмаршалом Б.Монтгомері в Брюсселі. Однак при зльоті літак зазнав аварію й всі, хто був на борту літака, загинули.